# Hemibates
Hemibates ist eine Buntbarschgattung, die mit zwei Arten im ostafrikanischen Tanganjikasee endemisch vorkommt.

## Merkmale
Hemibates-Arten sind langgestreckt, seitlich stark abgeflacht und können eine Maximallänge von 27 cm erreichen. Farblich weist die Gattung einen ausgesprochenen Sexualdimorphismus auf. Die Weibchen und Jungfische sind gleichmäßig silbrig. Die ausgewachsenen Männchen zeigen eine aus vier bis sieben senkrechten Streifen bestehende Musterung auf den vorderen Körperseiten oder sie sind vorne mit dunklen Flecken variabler Größe und Anzahl gemustert. Auf den hinteren Seiten sind fünf, seltener vier, waagerechte Streifen zu sehen. Ein schwarzes Band erstreckt sich entlang der Basis der Rückenflosse. Der untere Pharyngealkiefer hat eine Länge von 28 bis 38 % der Kopflänge. Auf dem ersten Kiemenbogen befinden sich 33 bis 43 Kiemenrechen.

## Lebensweise
Hemibates-Arten sind epibenthische (am Seeboden über Sand- und Schlammböden lebend) Garnelen und Fischfresser, die in Tiefen von 40 bis 210 m leben, also bis knapp über den Wasserschichten die nahezu ohne Sauerstoff sind (anaerob) und giftigen Schwefelwasserstoff enthalten. Beide Arten der Gattung kommen vor allem bzw. ausschließlich im Süden des Tanganjikasees vor, da er dort flacher ist. Wie die Arten der Schwestergattung Bathybates sind die Hemibates-Arten Maulbrüter.

## Arten
- Hemibates koningsi Schedel & Schliewen, 2017
- Hemibates stenosoma (Boulenger, 1901)

## Systematik
Die erste Art, die heute der Gattung zugeschrieben wird, wurde im Jahr 1901 durch den belgisch-britischen Ichthyologen George Albert Boulenger unter der Bezeichnung Paratilapia stenosoma beschrieben. Im Jahr 1920 führte Charles Tate Regan die Gattung Hemibates ein, die fast ein Jahrhundert lang monotypisch geblieben ist. 2017 wurde mit Hemibates koningsi eine zweite Art beschrieben. Sie lässt sich genetisch, von ihrer Färbung her und auch morphologisch von Hemibates stenosoma unterscheiden, ist aber wesentlich seltener, weshalb sie bis dahin übersehen wurde. Die Gattung Hemibates bildet zusammen mit der Gattung Bathybates die Tribus Bathybatini innerhalb der afrikanischen Buntbarschunterfamilie Pseudocrenilabrinae. Die Linie der Bathybatini spaltete sich sehr früh von den zu den übrigen Buntbarschen des Tanganjikasees führenden Linien ab.

## Belege
1. 1 2 3  Schedel, F.D.B. & Schliewen, U.K. (2017): Hemibates koningsi spec. nov: a new deep-water cichlid (Teleostei: Cichlidae) from Lake Tanganyika. Zootaxa, 4312 (1): 92–112. DOI: 10.11646/zootaxa.4312.1.4
2. ↑  George Albert Boulenger (1901): Diagnoses of new fishes discovered by Mr. J. E. S. Moore in lakes Tanganyika and Kivu. II. Cichlidae, Mastacembelidae. Annals and Magazine of Natural History (Series 7) v. 7 (no. 37) (art. 1): 1–6.
3. ↑  Charles Tate Regan (1920): The classification of the fishes of the family Cichlidae. I. The Tanganyika genera. Annals and Magazine of Natural History, (Series 9), 5(25): 33–53.